# Henri Chambre
Henri Joseph Chambre (13 janvier 1908 à Chambéry - 8 octobre 1994 à Paris) est un jésuite français, Résistant durant la Seconde Guerre mondiale, théologien et ecclésiastique, soviétologue. Il aide à sauver des Juifs durant la Shoah, et en particulier héberge le rabbin de Brive-la-Gaillarde et Résistant, David Feuerwerker, en mai 1944, alors recherché par la Gestapo, et organise son passage en Suisse, avant qu'il retourne à Lyon, lors de la Libération, pour devenir Grand-rabbin de Lyon.

## Biographie
Henri Joseph Chambre est né le 13 janvier 1908, à Chambéry, en Savoie.

### Jésuite
Henri Chambre entre en 1933 dans la Compagnie de Jésus.

### Résistant
Durant la Seconde Guerre mondiale, Henri Chambre est économe à la Maison de Retraites de Bellecroix sise à Sainte-Foy-lès-Lyon, au 5 Chemin de la Courtille.
Son activité dans la Résistance jusqu'à son départ au Vercors à la fin de juin 1944 s'exerce dans deux domaines:
1) Entraide par logement, faux papiers procurés à ceux qui sont recherchés par la Gestapo et la Milice: Juifs, alsaciens, membres de la résistance active.
2) Engagement personnel dans des mouvements de résistance chrétiens: Témoignage chrétien et Équipes chrétiennes.
De septembre à décembre 1942, il aide 4 Juifs allemands recherchés par la Gestapo, lors des rafles de juillet et septembre 1942. De février à avril 1943, il héberge un juif lyonnais d'origine polonaise, recherché par la Gestapo.
Il héberge le rabbin David Feuerwerker, rabbin de Brive-la-Gaillarde et membre de la Résistance en mai 1944, alors qu'il est recherché par la Gestapo et organise son passage en Suisse.
Henri Chambre décline la reconnaissance de Juste parmi les nations, par modestie. Sa nièce, Marie-Françoise Doucet note: "Je veux évoquer sa modestie quand on le faisait parler (ce qui était rare) de ses activités pendant la guerre et la Résistance:"rien de bien glorieux", m'a-t-il dit un jour à deux reprises. Il a refusé la "Médaille des Justes", car disait-il, il n'avait fait que son devoir en cachant le Grand Rabbin Feuerwecker [sic] et d'autres Juifs".

### Soviétologue
Henri Chambre devient l'un des plus grands soviétologues jésuites.
Il est engagé par ses supérieurs en 1946 dans l'étude des questions relatives à l'Union soviétique et au marxisme.
Il enseigne à l'Institut catholique de Paris de 1947 à 1978. Il est associé au Collège de France de 1968 à 1973.
Il est directeur d'études à l'École pratique des hautes études.

### Mort
Henri Chambre est mort à Paris le 8 octobre 1994.

## Œuvres
- (en) Henri Chambre. Marxism. Encyclopædia Britannica[6]
- Henri Chambre. De Karl Marx à Lénine et Mao Zedong[7]
- (en) Henri Chambre. Christianity and Communism, 1960[8]
- Henri Chambre. Union soviétique et développement économique. Préface de François Perroux. Aubier-Montaigne, 1967[9],[10]
- Henri Chambre. Le marxisme en Union Soviétique - Idéologie et institutions, leur évolution de 1917 à nos jours - Collection "Esprit, Frontière ouverte"[11]